# Mittagsfrau
Die Mittagsfrau ist ein Naturgeist in weiblicher Gestalt in der slawischen Sagenwelt.

## Erscheinung
Die Mittagsfrau erscheint an heißen Tagen zur Mittagszeit, besonders zur Ernte, und verwirrt den Menschen den Verstand, lähmt ihnen die Glieder, fragt sie zu Tode oder tötet sie, indem sie ihnen mit der Sichel den Kopf abschneidet. Die von der Mittagsfrau Heimgesuchten können sich nur retten, indem sie ihr bis ein Uhr von der bäuerlichen Arbeit, insbesondere von der Flachsverarbeitung, erzählen. Nach Ablauf der Ruhestunde zwischen zwölf und eins verliert die Mittagsfrau ihre Macht.

„Die pŕezpołnica hatte den serp (Sichel) in der Hand, und sagte, wenn jemand mittags auf dem Felde war: »Serp a šyju, Sichel und Hals«. Und wer nicht eine Stunde lang erzählen konnte, dem hat sie den Kopf abgehauen“

Offensichtlich erscheint die Mittagsfrau in verschiedener Form: entweder als schwarzbehaarte Frau mit Pferdefüßen oder als Wirbelwind. Der Wirbelwind hat als Wichor (niedersorbisch) eine weitere Personifikation. In Beschreibungen, etwa des niedersorbischen Pfarrers Bogumił Šwjela, wird sie als totenbleich, hohlwangig und mit eingefallenen Zügen geschildert. In vielen Abbildungen sieht man sie in ein weißes Gewand oder Tuch gehüllt. Auch dies gibt einen Hinweis auf ihre Anbindung zum mythischen Totenreich – traditionell hüllen sich in der niedersorbischen Tracht Frauen in Tieftrauer in ein großes weißes Trauertuch.
Sie besitzt gemeinsame Merkmale mit den Vilen. Beide stehlen gerne Kinder und vertauschen sie durch Wechselbälge. In der Vorstellung der Sorben und Tschechen soll daher eine Wöchnerin um die Mittagszeit das Haus nicht verlassen. Als Wirbelwind steht die Mittagsfrau außerdem mit den Schwestern der bulgarischen Sturmgeister Vichri in Beziehung und wahrscheinlich mit dem altindischen Windgott Vayu.

## Entstehung
Vermutlich entstand die Sage, da während der Erntezeit viele Knechte und Mägde auch in der Mittagshitze aufs Feld geschickt wurden und dort einen Hitzeschaden erlitten.

## Namen
Im Obersorbischen kommt ihr Name in den beiden Varianten přezpoł(d)nica und připoł(d)nica vor, im Niedersorbischen hat sie viele Namen, einer ist die pśezpołdnica mit lautgesetzlich zu ś verändertem ř. Andere niedersorbische Bezeichnungen sind serpownica oder serpašyja. In Polen ist sie unter dem Namen południca bekannt. In Tschechien heißt sie polednice; dabei handelt es sich auch um den Originaltitel der Sinfonischen Dichtung Die Mittagshexe des Komponisten Antonín Dvořák.